# Velilla de San Antonio
Velilla de San Antonio er en by og kommune i det centrale Spanien i Madrid-regionen. Den har et indbyggertal på 14.003 (2024) indbyggere.